# Ypthima mentawica
Ypthima mentawica är en fjärilsart som beskrevs av Hagen. Ypthima mentawica ingår i släktet Ypthima och familjen praktfjärilar. Inga underarter finns listade i Catalogue of Life.